# فرانك هولمز (جيولوجي)
فرانك هولمز (بالإنجليزية: Frank Holmes)‏ (1874-1947) يعرف من قبل العرب ب«أبو النفط» مهندس تعدين وجيولوجي ومنقب عن النفط بريطاني نيوزيلندي. بعد الخدمة المتميزة في الحرب العالمية الأولى تم منحه لقب فخري وهو رائد ولذا عرف بعد ذلك باسم الرائد فرانك هولمز في حياته المدنية.

## النشأة والمسيرة المهنية
ولد في عام 1874 في في معسكر عمل عن بعد في نيوزيلندا حيث كان والده بناء جسر. درس في مدرسة أوتاجو للبنين في دنيدن من 1888 إلى 1889. في سن السابعة عشر دربه عمه الذي كان يشغل وظيفة المدير العام لمنجم ذهب في جنوب أفريقيا. لعقدين من الزمن تخصص في الذهب والقصدير حيث عمل مهندس تعدين في أستراليا والصين وروسيا وماليزيا والمكسيك وأوروغواي ونيجيريا.
خلال الحرب العالمية الأولى عمل عسكري من الدرجة الثالثة في الجيش البريطاني. ضمن جهوده لتوريد الغذاء للجيش البريطاني في بلاد الرافدين (العراق اليوم) سافر هولمز على نطاق واسع عبر الشرق الأوسط مما جعله يسمع عن وجود النفط على الساحل الشرقي لشبه الجزيرة العربية. هذا جنبا إلى جنب مع دراسة وثيقة من الخرائط الأميرالية في المنطقة فإنه تسبب في مصلحة دائمة للمنطقة. بحلول عام 1918 كتب لزوجته: «أنا شخصيا أعتقد أنني سأكتشف حقل نفطي هائل يمتد من الكويت وصولا إلى ساحل البر الرئيسى من شرق الجزيرة العربية».

## امتياز البحث عن النفط

### السعودية
في عام 1920 ساعد هولمز على توسيع أنشطة الشركة الشرقية والنقابة العامة المحدودة في لندن لتشمل مشاريع النفط في الشرق الأوسط. في عام 1922 سافر إلى السعودية لمناقشة إمكانية منحه امتياز نفطي مع عبد العزيز آل سعود الذي أحكم سيطرته على أجزاء واسعة من شرق شبه الجزيرة العربية. بإذن من عبد العزيز مسح الصحراء على مدى أربعة أسابيع حيث عاد إلى الهفوف مع عينات من الأرض ادعى بأنها تحمل آثار من النفط. من أجل تبديد شكوك المسؤولين البريطانيين ادعى هولمز أنه كان يبحث عن الفراشة النادرة المسمى الأدميرال الأسود القطيفي إلا أن هذا التمويه لم يثبت فعاليته. في مؤتمر العقير الذي أقيم في وقت لاحق من هذا العام اقترب هولمز من عبد العزيز وذلك بهدف وضع اللمسات الأخيرة على وثيقة التنازل ولكن المندوب السامي البريطاني السير بيرسي كوكس أقنع عبد العزيز بعدم التوقيع. عندما أوقفت الحكومة البريطانية الراتب السنوي الممنوح لعبد العزيز في عام 1923 فإنه اعتبر نفسه حرا من السيطرة البريطانية ومنح امتيازا لهولمز في منطقة الأحساء. ولكن عندما فشل في إيجاد النفط في المنطقة فقد قام هولمز بإطلاق آماله بالعثور على النفط في البحرين وتركيز جهوده هناك.
في عام 1932 سافر هولمز إلى جدة حيث كان عبد العزيز يتفاض مع شركتي شيفرون ونفط العراق للحصول على امتياز التنقيب عن النفط في محافظة الأحساء. استشاط مستشار الملك عبد العزيز الضابط البريطاني السابق جون فيلبي عندما علم بوصول هولمز إلى جدة من أجل الانضمام إلى المفاوضات حيث أبلغه بأنه شخص غير مرغوب فيه في جدة وذكره بعدم استغلال الامتياز الأول في الأحساء. كانت هناك أيضا مسألة 6 آلاف جنيه استرليني قيمة الإيجار المستحق لعبد العزيز. أظهر هولمز حماسا. كتب ممثل شركة نفط العراق ستيفن همسلي لونكريك: «لا يبدو أن هولمز يعتقد أن عبد العزيز لا يفضله لهذه المهمة». في الواقع ربما كان هولمز لا يعتزم الانضمام ولكن ببساطة يريد استبعاد المنطقة المحايدة فيما بين السعودية والكويت من المفاوضات. ثم التقى وزير المالية السعودي عبد الله سليمان وبعدها بثلاثة أيام غادر هولمز جدة ولم يشارك في مفاوضات الأحساء. ذهب امتياز الأحساء (باستثناء المنطقة المحايدة) إلى شيفرون. الشركة شكلت شركة محلية باسم شركة ستاندرد أويل كاليفورنيا العربي (كاسوك) التي انضمت إلى شركة نفط تكساس حيث اكتشفا النفط بكميات تجارية في الدمام في مارس 1938. تغيرت شركة كاسوك لتصبح شركة أرامكو في عام 1944.

### البحرين
في عام 1923 أقنع حاكم البحرين لمنحه امتياز نفطي في مقابل حفر آبار المياه. متسلحا بتقرير جيولوجي فقد قام هولمز بتعيين شركة نفط كبرى للتنقيب عن النفط في البحرين. أظهرت شركة نفط الخليج اهتمامها ولكن كانت مقيدة بموجب اتفاق الخط الأحمر الذي يمنع الشركة من الحفر في البحرين دون موافقة شركائها في شركة نفط العراق. رفض شركائهم لذلك باعت شركة نفط الخليج اهتمامها لشركة ستاندرد أويل أوف كاليفورنيا (سوكال) بمقابل 50 ألف دولار. أضرب عمال شركة سوكال في يونيو 1932.

### قطر
في عام 1925 وصلت تقارير إلى شركة النفط الأنجلو-إيرانية أن هولمز أظهر اهتماما في قطر. زار هولمز الحاكم عبد الله في خيمته بالصحراء. عندما دخلت كلاب صيد عبد الله الخيمة استطاع هولمز تحديد نسب جميع الكلاب مما أثار اعجاب عبد الله. قال عبد الله معلنا أن هولمز كان اختياره لمنحه الامتياز النفطي لقطر: «إذا كان هذا الرجل يمكن تحديد نسب كلب واحد من بين الكثير فمن المؤكد أنه يمكنه تحديد موقع نفطنا المخفي». قدم هولمز أيضا لعبد الله محرك سيارة. هذا ما دفع شركة النفط الأنجلو-إيرانية لارسال مندوب عنها للمسح بقيادة جورج مارتن ليز لقطر. ليست هناك أدلة ثابتة عن النفط ولكن عندما اكتشف النفط في البحرين فقد اقتنعت شركة النفط الأنجلو-إيرانية بتوقيع اتفاقية امتياز مع الحاكم في عام 1935. في هذه الأثناء وجه هولمز طاقاته لمفاوضات النفط في الكويت.

### الكويت
وضع الكويت خارج اتفاقية الخط الأحمر لذلك كانت شركة نفط الخليج حرة في التفاوض للحصول على امتياز التنقيب عن النفط هناك ممثلة بفرانك هولمز. عندما حاول ممثلي منافسيهم شركة النفط الأنجلو-إيرانية التفاوض أولا مع أمير الكويت أحمد الجابر الصباح وجدوا أن هولمز كان قد توصل إلى اتفاق بشكل جيد معه وكانت النتيجة أن الشركة عينت ويليام ريتشارد ويليامسون لمواجهة نفوذ هولمز. في نهاية المطاف قررت شركة النفط الأنجلو-إيرانية الانضمام إلى هولمز ومعا أنشئا شركة نفط الكويت بنسبة متساوية. في 23 ديسمبر 1934 وقع أحمد الامتياز النفطي الذي يغطي كامل مساحة الكويت البالغة 15800 كيلومتر مربع للخمسة والسبعين عاما القادمة لهذه الشركة الجديدة وتعيين الرائد هولمز ممثلا لها في لندن. اكتشف النفط في الكويت في فبراير 1938.

### إمارات الساحل المتصالح
في عام 1937 صدرت تعليمات لهولمز من شركة الامتيازات البترولية المحدودة شريكة شركة نفط العراق لاستكمال اتفاقيات امتياز التنقيب عن النفط مع حكام الساحل المتصالح وحاكم عمان لكنه تلكأ بسبب اعتلال صحته. كتب المقيم السياسي البريطاني من البحرين مما يعكس الشكوك على نطاق واسع بين المسؤولين البريطانيين أن هولمز كان يشكل تهديدا لمصالح بلادهم في الخليج العربي: «أنا واثق من أنه إذا أتى هولمز إلى الخليج سيكون هناك جو معتاد من الارتباك مما سيسبب عاجلا أو آجلا الكثير من المتاعب لا لزوم لها». بالنسبة إلى مسؤول اخر فقد كان هولمز ببساطة «قرصان النفط».

## الإنجازات
وصف بأنه «قوي اللياقة البدنية وصريح وذو شخصية قوية جدا». امتلك هولمز صفات السحر والكرم مما جعله يفوز بإعجاب العرب في جميع أنحاء المنطقة وكان قادرا على استدعاء أحلام الثروة لدى حكام شبه الجزيرة العربية. على الرغم من عدم كونه دارسا لتخصص جيولوجيا النفط إلا أنه اعتمد على معرفته بالجيولوجيا التي اكتسبتها من خلال عمله مهندس تعدين وحدسه لتحديد المناطق التي يمكن اكتشاف النفط بها. في الوقت الذي ظهرت في تقارير تبدي تشائمها بشأن العثور على النفط في شبه الجزيرة العربية فإن توقعات هولمز كانت دقيقة بشكل ملحوظ. هذه أبرز الأسباب التي من خلالها حصل على لقب «أبو النفط» من العرب.

## الوفاة
بعد مرض لم يمهله طويلا توفي فرانك هولمز بنوبة قلبية في يناير 1947.